# Stazione di Zama
La stazione di Zama (座間駅?, Zama-eki) è una stazione ferroviaria situata nella città giapponese di Zama, nella prefettura di Kanagawa, ed è servita dalla linea Odakyū Odawara delle Ferrovie Odakyū.

## Linee
Ferrovie Odakyū
● Linea Odakyū Odawara

## Struttura
La stazione è dotata di due marciapiedi laterali con due binari passanti.
| 1 | ● Linea Odakyū Odawara | per Hon-Atsugi, Odawara, Hakone-Yumoto, Karakida e Katase-Enoshima |
| 2 | ● Linea Odakyū Odawara | per Sagami-Ōno, Shinjuku e linea Chiyoda                           |

## Stazioni adiacenti
| «                                 | Servizio                               | »                    |
| Linea Odakyū Odawara              | Linea Odakyū Odawara                   | Linea Odakyū Odawara |
| --------------------------------- | -------------------------------------- | -------------------- |
| Sōbudai-mae                       | Locale Semiesp. sezionale Semiespresso | Ebina                |
| Tutti gli altri treni non fermano |                                        |                      |